# عذاب القبر
عذاب القبر في الإسلام هو العذاب الذي يسلطه الله على الكافرين والعصاة في قبورهم بعد وفاتهم إلى يوم القيامة، وهو ما يسمى بعذاب البرزخ وهو بين الحياة الدنيا والحياة الآخرة. وقد ذكر في الأحاديث، وقيل أنه ذكر في القرآن.

## عذاب القبر في الإسلام

### عذاب القبر في القرآن
قال الله عز وجل ﴿فَوَقَاهُ اللَّهُ سَيِّئَاتِ مَا مَكَرُوا وَحَاقَ بِآلِ فِرْعَوْنَ سُوءُ الْعَذَابِ ۝٤٥ النَّارُ يُعْرَضُونَ عَلَيْهَا غُدُوًّا وَعَشِيًّا وَيَوْمَ تَقُومُ السَّاعَةُ أَدْخِلُوا آلَ فِرْعَوْنَ أَشَدَّ الْعَذَابِ ۝٤٦﴾ (سورة غافر، الآية 45-46). والآية صريحة في إثبات عذاب القبر قبل قيام الساعة.

قال الله عز وجل ﴿وَمَنْ أَظْلَمُ مِمَّنِ افْتَرَى عَلَى اللَّهِ كَذِبًا أَوْ قَالَ أُوحِيَ إِلَيَّ وَلَمْ يُوحَ إِلَيْهِ شَيْءٌ وَمَنْ قَالَ سَأُنْزِلُ مِثْلَ مَا أَنْزَلَ اللَّهُ وَلَوْ تَرَى إِذِ الظَّالِمُونَ فِي غَمَرَاتِ الْمَوْتِ وَالْمَلَائِكَةُ بَاسِطُو أَيْدِيهِمْ أَخْرِجُوا أَنْفُسَكُمُ الْيَوْمَ تُجْزَوْنَ عَذَابَ الْهُونِ بِمَا كُنْتُمْ تَقُولُونَ عَلَى اللَّهِ غَيْرَ الْحَقِّ وَكُنْتُمْ عَنْ آيَاتِهِ تَسْتَكْبِرُونَ ۝٩٣﴾ (سورة الأنعام، الآية93). والآية تدل على أن عذاب القبر «على من كتب الله عليهم الشقاء في الآخرة» يبدأ حين خروج الروح من الإنسان وفراقه للدنيا.
ومن الآيات الأخرى التي أولها المفسرون على أنها دالة على عذاب القبر قوله عز وجل:
﴿وَلَنُذِيقَنَّهُمْ مِنَ الْعَذَابِ الْأَدْنَى دُونَ الْعَذَابِ الْأَكْبَرِ لَعَلَّهُمْ يَرْجِعُونَ ۝٢١﴾ (سورة السجدة، الآية21).
﴿وَمِمَّنْ حَوْلَكُمْ مِنَ الْأَعْرَابِ مُنَافِقُونَ وَمِنْ أَهْلِ الْمَدِينَةِ مَرَدُوا عَلَى النِّفَاقِ لَا تَعْلَمُهُمْ نَحْنُ نَعْلَمُهُمْ سَنُعَذِّبُهُمْ مَرَّتَيْنِ ثُمَّ يُرَدُّونَ إِلَى عَذَابٍ عَظِيمٍ ۝١٠١﴾ (سورة التوبة، الآية101).

 ﴿وَإِنَّ لِلَّذِينَ ظَلَمُوا عَذَابًا دُونَ ذَلِكَ وَلَكِنَّ أَكْثَرَهُمْ لَا يَعْلَمُونَ ۝٤٧﴾ (سورة الطور، الآية47).

### عذاب القبر في الأحاديث الصحيحة
كثير من الأحاديث الصحيحة الثابتة تتحدث عن عذاب القبر فمنها:
- ما ورد في الصحيحين:[6][6] أن النبي محمد ﷺ مر بقبرين فقال: إنهما ليعذبان وما يعذبان في كبير، أما أحدهما: فكان لا يستبرئ من البول، وأما الآخر: فكان يمشي بالنميمة.
- ومنها ما ورد في صحيح مسلم:[7] إن هذه الأمة تبتلى في قبورها، فلولا أن لا تدافنوا لدعوت الله أن يسمعكم من عذاب القبر الذي أسمع منه.
- وفي صحيح مسلم [7] أيضا أن النبي ﷺ قال: إذا فرغ أحدكم من التشهد الأخير فليتعوذ بالله من أربع: من عذاب جهنم، ومن عذاب القبر، ومن فتنة المحيا والممات، ومن شر فتنة المسيح الدجال.
- ما ورد في الصحيحان عن أم المؤمنين عائشة أنها قالت: سألت النبي محمد ﷺ عن عذاب القبر، قال: نعم عذاب القبر حق.
- وفي صحيح البخاري[8] ، كَانَ النَّبِيُّ محمد ﷺ ، إِذَا صَلَّى صَلَاةً، أَقْبَلَ عَلَيْنَا بِوَجْهِهِ، فَقَالَ: مَنْ رَأَى مِنْكُمُ اللَّيْلَةَ رُؤْيَا؟ قَالَ: فَإِنْ رَأَى أَحَدٌ قَصَّهَا، فَيَقُولُ: مَا شَاءَ اللَّهُ، فَسَأَلَنَا يَوْمًا، فَقَالَ: هَلْ رَأَى أَحَدٌ مِنْكُمْ رُؤْيَا؟ قُلْنَا: لَا، قَالَ: لَكِنِّي رَأَيْتُ اللَّيْلَةَ رَجُلَيْنِ، أَتَيَانِي فَأَخَذَا بِيَدِي، فَأَخْرَجَانِي إِلَى الْأَرْضِ الْمُقَدَّسَةِ، فَإِذَا رَجُلٌ جَالِسٌ، وَرَجُلٌ قَائِمٌ، بِيَدِهِ كَلُّوبٌ مِنْ حَدِيدٍ..إِنَّهُ يُدْخِلُ ذَلِكَ الْكَلُّوبَ فِي شِدْقِهِ، حَتَّى يَبْلُغَ قَفَاهُ، ثُمَّ يَفْعَلُ بِشِدْقِهِ الْآخَرِ، مِثْلَ ذَلِكَ، وَيَلْتَئِمُ شِدْقُهُ هَذَا، فَيَعُودُ، فَيَصْنَعُ مِثْلَهُ، قُلْتُ: مَا هَذَا؟، قَالَا: انْطَلِقْ، فَانْطَلَقْنَا، حَتَّى أَتَيْنَا عَلَى رَجُلٍ مُضْطَجِعٍ عَلَى قَفَاهُ، وَرَجُلٌ قَائِمٌ عَلَى رَأْسِهِ بِفِهْرٍ، أَوْ صَخْرَةٍ فَيَشْدَخُ بِهِ رَأْسَهُ، فَإِذَا ضَرَبَهُ تَدَهْدَهَ الْحَجَرُ، فَانْطَلَقَ إِلَيْهِ لِيَأْخُذَهُ، فَلَا يَرْجِعُ إِلَى هَذَا، حَتَّى يَلْتَئِمَ رَأْسُهُ، وَعَادَ رَأْسُهُ كَمَا هُوَ، فَعَادَ إِلَيْهِ فَضَرَبَهُ، قُلْتُ: مَنْ هَذَا؟ قَالَا: انْطَلِقْ، فَانْطَلَقْنَا إِلَى ثَقْبٍ مِثْلِ التَّنُّورِ أَعْلَاهُ ضَيِّقٌ، وَأَسْفَلُهُ وَاسِعٌ، يَتَوَقَّدُ تَحْتَهُ نَاراً، فَإِذَا اقْتَرَبَ، ارْتَفَعُوا حَتَّى كَادَ أَنْ يَخْرُجُوا، فَإِذَا خَمَدَتْ رَجَعُوا فِيهَا، وَفِيهَا رِجَالٌ وَنِسَاءٌ عُرَاةٌ، فَقُلْتُ: مَنْ هَذَا؟ قَالَا: انْطَلِقْ، فَانْطَلَقْنَا حَتَّى أَتَيْنَا عَلَى نَهَرٍ مِنْ دَمٍ، فِيهِ رَجُلٌ قَائِمٌ عَلَى وَسَطِ النَّهَرِ.. وَعَلَى شَطِّ النَّهَرِ، رَجُلٌ بَيْنَ يَدَيْهِ حِجَارَةٌ، فَأَقْبَلَ الرَّجُلُ الَّذِي فِي النَّهَرِ، فَإِذَا أَرَادَ أَنْ يَخْرُجَ، رَمَى الرَّجُلُ بِحَجَرٍ فِي فِيهِ، فَرَدَّهُ حَيْثُ كَانَ، فَجَعَلَ كُلَّمَا جَاءَ لِيَخْرُجَ، رَمَى فِي فِيهِ بِحَجَرٍ، فَيَرْجِعُ كَمَا كَانَ، فَقُلْتُ: مَا هَذَا؟ قَالا: انْطَلِقْ فَانْطَلَقْنَا حَتَّى انْتَهَيْنَا إِلَى رَوْضَةٍ خَضْرَاءَ، فِيهَا شَجَرَةٌ عَظِيمَةٌ، وَفِي أَصْلِهَا شَيْخٌ وَصِبْيَانٌ، وَإِذَا رَجُلٌ قَرِيبٌ مِنَ الشَّجَرَةِ، بَيْنَ يَدَيْهِ نَارٌ يُوقِدُهَا، فَصَعِدَا بِي فِي الشَّجَرَةِ، وَأَدْخَلَانِي دَارًا لَمْ أَرَ قَطُّ أَحْسَنَ مِنْهَا، فِيهَا رِجَالٌ شُيُوخٌ، وَشَبَابٌ، وَنِسَاءٌ، وَصِبْيَانٌ، ثُمَّ أَخْرَجَانِي مِنْهَا، فَصَعِدَا بِي الشَّجَرَةَ، فَأَدْخَلَانِي دَارًا، هِيَ أَحْسَنُ، وَأَفْضَلُ، فِيهَا شُيُوخٌ وَشَبَابٌ، قُلْتُ: طَوَّفْتُمَانِي اللَّيْلَةَ، فَأَخْبِرَانِي عَمَّا رَأَيْتُ، قَالا: نَعَمْ، أَمَّا الَّذِي رَأَيْتَهُ، يُشَقُّ شِدْقُهُ، فَكَذَّابٌ، يُحَدِّثُ بِالْكَذْبَةِ، فَتُحْمَلُ عَنْهُ، حَتَّى تَبْلُغَ الْآفَاقَ، فَيُصْنَعُ بِهِ إِلَى يَوْمِ الْقِيَامَةِ، وَالَّذِي رَأَيْتَهُ يُشْدَخُ رَأْسُهُ، فَرَجُلٌ عَلَّمَهُ اللَّهُ الْقُرْآنَ، فَنَامَ عَنْهُ بِاللَّيْلِ، وَلَمْ يَعْمَلْ فِيهِ بِالنَّهَارِ، يُفْعَلُ بِهِ إِلَى يَوْمِ الْقِيَامَةِ، وَالَّذِي رَأَيْتَهُ فِي الثَّقْبِ، فَهُمُ الزُّنَاةُ، وَالَّذِي رَأَيْتَهُ فِي النَّهَرِ، آكِلُوا الرِّبَا، وَالشَّيْخُ فِي أَصْلِ الشَّجَرَةِ، إِبْرَاهِيمُ عَلَيْهِ السَّلَام، وَالصِّبْيَانُ حَوْلَهُ فَأَوْلَادُ النَّاسِ، وَالَّذِي يُوقِدُ النَّارَ مالك خازن النار، وَالدَّارُ الْأُولَى الَّتِي دَخَلْتَ، دَارُ عَامَّةِ الْمُؤْمِنِينَ، وَأَمَّا هَذِهِ الدَّارُ، فَدَارُ الشُّهَدَاءِ، وَأَنَا جِبْرِيلُ، وَهَذَا مِيكَائِيلُ ، فَارْفَعْ رَأْسَكَ ، فَرَفَعْتُ رَأْسِي ، فَإِذَا فَوْقِي مِثْلُ السَّحَابِ ، قَالَا : ذَاكَ مَنْزِلُكَ ، قُلْتُ : دَعَانِي أَدْخُلْ مَنْزِلِي ، قَالا : إِنَّهُ بَقِيَ لَكَ عُمُرٌ لَمْ تَسْتَكْمِلْهُ ، فَلَوِ اسْتَكْمَلْتَ أَتَيْتَ مَنْزِلَكَ.

### عذاب القبر في الأثر
- َعَنْ أَنَسِ ابْنِ مَالِكٍ ، قَالَ : إِنَّ نَبِيَّ اللَّهِ محمد ﷺ ، دَخَلَ نَخْلا لِبَنِي النَّجَّارِ ، فَسَمِعَ صَوْتًا فَفَزِعَ ، فَقَالَ : مَنْ أَصْحَابُ هَذِهِ الْقُبُورِ ، قَالُوا يَا رَسُولَ اللَّهِ : نَاسٌ مَاتُوا فِي الْجَاهِلِيَّةِ ، فَقَالَ : تَعَوَّذُوا بِاللَّهِ مِنْ عَذَابِ النَّارِ ، وَمِنْ فِتْنَةِ الدَّجَّالِ، قَالُوا : وَمِمَّ ذَاكَ يَا رَسُولَ اللَّهِ محمد ﷺ، قَالَ : إِنَّ الْمُؤْمِنَ إِذَا وُضِعَ فِي قَبْرِهِ، أَتَاهُ مَلَكٌ [9] ، فَيَقُولُ لَهُ : مَا كُنْتَ تَعْبُدُ ، فَإِنِ اللَّهُ هَدَاهُ ، قَالَ : كُنْتُ أَعْبُدُ اللَّهَ ، فَيُقَالُ لَهُ : مَا كُنْتَ تَقُولُ فِي هَذَا الرَّجُلِ ، فَيَقُولُ : هُوَ عَبْدُ اللَّهِ وَرَسُولُهُ ، فَمَا يُسْأَلُ عَنْ شَيْءٍ غَيْرِهَا ، فَيُنْطَلَقُ بِهِ إِلَى بَيْتٍ كَانَ لَهُ فِي النَّارِ ، فَيُقَالُ لَهُ : هَذَا بَيْتُكَ كَانَ لَكَ فِي النَّارِ ، وَلَكِنَّ اللَّهَ عَصَمَكَ وَرَحِمَكَ ، فَأَبْدَلَكَ بِهِ بَيْتًا فِي الْجَنَّةِ ، فَيَقُولُ : دَعُونِي حَتَّى أَذْهَبَ فَأُبَشِّرَ أَهْلِي ، فَيُقَالُ لَهُ : اسْكُنْ ، وَإِنَّ الْكَافِرَ إِذَا وُضِعَ فِي قَبْرِهِ، أَتَاهُ مَلَكٌ فَيَنْتَهِرُهُ، فَيَقُولُ لَهُ مَا كُنْتَ تَعْبُدُ ، فَيَقُولُ : لا أَدْرِي فَيُقَالُ لَهُ : لا دَرَيْتَ وَلا تَلَيْتَ، فَيُقَالُ لَهُ : فَمَا كُنْتَ تَقُولُ فِي هَذَا الرَّجُلِ، فَيَقُولُ : كُنْتُ أَقُولُ مَا يَقُولُ النَّاسُ، فَيَضْرِبُهُ بِمِطْرَاقٍ مِنْ حَدِيدٍ بَيْنَ أُذُنَيْهِ، فَيَصِيحُ صَيْحَةً، يَسْمَعُهَا الْخَلْقُ غَيْرُ الثَّقَلَيْنِ
- عَنْ أَنَسٍ ، قَالَ : بَيْنَمَا نَبِيُّ اللَّهِ محمد ﷺ فِي نَخْلٍ لَنَا لأبِي طَلْحَةَ يَتَبَرَّزُ لِحَاجَتِهِ ، قَالَ وَبِلالٌ يَمْشِي وَرَاءَهُ يُكَرِّمُ نَبِيَّ اللَّهِ صَلَّى اللَّه عَلَيْهِ وَسَلَّمَ ، أَنْ يَمْشِيَ إِلَى جَنْبِهِ ، فَمَرَّ نَبِيُّ اللَّهِ محمد ﷺ بِقَبْرٍ فَقَامَ حَتَّى لَمَّ إِلَيْهِ بِلالٌ ، فَقَالَ : وَيْحَكَ يَا بِلالُ ، هَلْ تَسْمَعُ مَا أَسْمَعُ ، قَالَ : مَا أَسْمَعُ شَيْئًا ، قَالَ صَاحِبُ الْقَبْرِ يُعَذَّبُ ، قَالَ : فَسُئِلَ عَنْهُ فَوُجِدَ يَهُودِيًّا[10]
- عَنْ مُحَمَّدٍ يَعْنِي ابْنَ الْمُنْكَدِرِ ، قَالَ : كَانَتْ أَسْمَاءُ تُحَدِّثُ عَنِ النَّبِيِّ محمد ﷺ، قَالَتْ : قَالَ : إِذَا دَخَلَ الإنْسَانُ قَبْرَهُ، فَإِنْ كَانَ مُؤْمِنًا أَحَفَّ بِهِ عَمَلُهُ، الصَّلاةُ وَالصِّيَامُ ، قَالَ : فَيَأْتِيهِ الْمَلَكُ مِنْ نَحْوِ الصَّلاةِ فَتَرُدُّهُ، وَمِنْ نَحْوِ الصِّيَامِ فَيَرُدُّهُ ، قَالَ : فَيُنَادِيهِ اجْلِسْ ، قَالَ : فَيَجْلِسُ ، فَيَقُولُ لَهُ : مَاذَا تَقُولُ فِي هَذَا الرَّجُلِ - يَعْنِي النَّبِيَّ محمد ﷺ – قَالَ : مَنْ قَالَ محمد ﷺ، قَالَ : أَنَا أَشْهَدُ أَنَّهُ رَسُولُ اللَّهِ محمد ﷺ، قَالَ : يَقُولُ : وَمَا يُدْرِيكَ أَدْرَكْتَهُ أَشْهَدُ أَنَّهُ رَسُولُ اللَّهِ، قَالَ يَقُولُ: عَلَى ذَلِكَ عِشْتَ ، وَعَلَيْهِ مِتَّ ، وَعَلَيْهِ تُبْعَثُ ، قَالَ : وَإِنْ كَانَ فَاجِرًا أَوْ كَافِرًا ، قَالَ: جَاءَ الْمَلَكُ وَلَيْسَ بَيْنَهُ وَبَيْنَهُ شَيْءٌ يَرُدُّهُ ، قَالَ : فَأَجْلَسَهُ ، قَالَ : يَقُولُ : اجْلِسْ مَاذَا تَقُولُ فِي هَذَا الرَّجُلِ ، قَالَ : أَيُّ رَجُلٍ ؟ قَالَ : مُحَمَّدٌ ، قَالَ : يَقُولُ : وَاللَّهِ مَا أَدْرِي، سَمِعْتُ النَّاسَ يَقُولُونَ : شَيْئًا فَقُلْتُهُ، قَالَ : فَيَقُولُ لَهُ : الْمَلَكُ عَلَى ذَلِكَ عِشْتَ، وَعَلَيْهِ مِتَّ، وَعَلَيْهِ تُبْعَثُ، قَالَ : وَتُسَلَّطُ عَلَيْهِ دَابَّةٌ فِي قَبْرِهِ ، مَعَهَا سَوْطٌ ، تَمْرَتُهُ جَمْرَةٌ، مِثْلُ غَرْبِ الْبَعِيرِ ، تَضْرِبُهُ مَا شَاءَ اللَّهُ ، صَمَّاءُ لا تَسْمَعُ صَوْتَهُ فَتَرْحَمَهُ
- عَنْ عَائِشَةَ ، قَالَتْ : دَخَلَتْ عَلَيَّ عَجُوزَانِ مِنْ عُجُزِ يَهُودِ الْمَدِينَةِ، فَقَالَتَا: إِنَّ أَهْلَ الْقُبُورِ يُعَذَّبُونَ فِي قُبُورِهِمْ، قَالَتْ : فَكَذَّبْتُهُمَا وَلَمْ أُنْعِمْ أَنْ أُصَدِّقَهُمَا، فَخَرَجَتَا، وَدَخَلَ عَلَيَّ رَسُولُ اللَّهِ محمد ﷺ، فَقُلْتُ لَهُ : يَا رَسُولَ اللَّهِ محمد ﷺ ، إِنَّ عَجُوزَيْنِ مِنْ عُجُزِ يَهُودِ الْمَدِينَةِ دَخَلَتَا عَلَيَّ ، فَزَعَمَتَا أَنَّ أَهْلَ الْقُبُورِ يُعَذَّبُونَ فِي قُبُورِهِمْ ، فَقَالَ :«صَدَقَتَا إِنَّهُمْ يُعَذَّبُونَ عَذَابًا تَسْمَعُهُ الْبَهَائِمُ»، قَالَتْ : فَمَا رَأَيْتُهُ بَعْدُ فِي صَلاةٍ إِلا يَتَعَوَّذُ مِنْ عَذَابِ الْقَبْرِ.[11] خرجه البخاري في كتاب الدعوات
- إِنَّ رَسُولَ اللَّهِ محمد ﷺ قَامَ عَلَى الْقَلِيبِ، وَفِيهِ قَتْلَى بَدْرٍ مِنَ الْمُشْرِكِينَ، فَقَالَ لَهُمْ مَا قَالَ: «إِنَّهُمْ لَيَسْمَعُونَ مَا أَقُولُ»، إِنَّمَا قَالَ : «إِنَّهُمُ الآنَ لَيَعْلَمُونَ أَنَّ مَا كُنْتُ أَقُولُ لَهُمْ حَقٌّ».[12] خرجه البخاري في كتاب الجنائز
- عَنْ عَائِشَة ، أَنَّ رَسُولَ اللَّهِ محمد ﷺ، قَالَ:«يُرْسَلُ عَلَى الْكَافِرِ حَيَّتَانِ، وَاحِدَةٌ مِنْ قِبَلِ رَأْسِهِ، وَأُخْرَى مِنْ قِبَلِ رِجْلَيْهِ تَقْرِضَانِهِ قَرْضًا، كُلَّمَا فَرَغَتَا عَادَتَا إِلَى يَوْمِ الْقِيَامَةِ» [13]
- عَنْ سَعِيدِ بْنِ أَبِي سَعِيدٍ ، عَنْ أَبِيهِ ، أَنَّهُ سَمِعَ أَبَا سَعِيدٍ الْخُدْرِيَّ رَضِي اللَّه عَنْهم يَقُولُ: قَالَ رَسُولُ اللَّهِ محمد ﷺ: إِذَا وُضِعَتِ الْجِنَازَةُ فَاحْتَمَلَهَا الرِّجَالُ عَلَى أَعْنَاقِهِمْ، فَإِنْ كَانَتْ صَالِحَةً، قَالَتْ : قَدِّمُونِي قَدِّمُونِي ، وَإِنْ كَانَتْ غَيْرَ صَالِحَةٍ قَالَتْ : يَا وَيْلَهَا أَيْنَ يَذْهَبُونَ بِهَا، يَسْمَعُ صَوْتَهَا كُلُّ شَيْءٍ إِلا الإنْسَانَ، وَلَوْ سَمِعَهَا الإنْسَانُ لَصَعِقَ [14]
- قَالَ : رَسُولُ اللَّهِ محمد ﷺ : يُسَلَّطُ عَلَى الْكَافِرِ فِي قَبْرِهِ تِسْعَةٌ وَتِسْعُونَ تِنِّينًا، تَنْهَشُهُ وَتَلْدَغُهُ، حَتَّى تَقُومَ السَّاعَة ، وَلَوْ أَنَّ تِنِّيناً مِنْهَا نَفَخَ فِي الأرْضِ، مَا نَبَتَتْ خَضْرَاءُ [15]
- عَنِ الْبَرَاءِ بْنِ عَازِبٍ عَنْ أَبِي أَيُّوبَ رَضِي الله عَنْهمْ قَالَ خَرَجَ النَّبِيُّ محمد ﷺ وَقَدْ وَجَبَتِ الشَّمْسُ فَسَمِعَ صَوْتًا فَقَالَ : يَهُودُ تُعَذَّبُ فِي قُبُورِهَا [14] خرجه البخاري
- عَنْ أَبِي هُرَيْرَةَ أَنَّ امْرَأَةً سَوْدَاءَ كَانَتْ تَقُمُّ الْمَسْجِدَ أَوْ شَابًّا فَفَقَدَهَا رَسُولُ اللَّهِ محمد ﷺ فَسَأَلَ عَنْهَا أَوْ عَنْهُ فَقَالُوا مَاتَ قَالَ : أَفَلا كُنْتُمْ آذَنْتُمُونِي، قَالَ فَكَأَنَّهُمْ صَغَّرُوا أَمْرَهَا أَوْ أَمْرَهُ فَقَالَ : دُلُّونِي عَلَى قَبْرِهِ، فَدَلُّوهُ فَصَلَّى عَلَيْهَا ثُمَّ قَالَ : إِنَّ هَذِهِ الْقُبُورَ مَمْلُوءَةٌ ظُلْمَةً عَلَى أَهْلِهَا وَإِنَّ اللَّهَ عَزَّ وَجَلَّ يُنَوِّرُهَا لَهُمْ بِصَلاتِي عَلَيْهِمْ [16]
- مَرَّ رَسُولُ اللَّهِ صَلَّى اللَّه عَلَيْهِ وَسَلَّمَ عَلَى قَبْرٍ ، فَقَالَ : ائْتُونِي بِجَرِيدَتَيْنِ ، فَجَعَلَ إِحْدَاهُمَا عِنْدَ رَأْسِهِ، وَالأخْرَى عِنْدَ رِجْلَيْهِ، فَقِيلَ: يَا نَبِيَّ اللَّهِ محمد ﷺ أَيَنْفَعُهُ ذَلِكَ ، قَالَ : «لَنْ يَزَالَ أَنْ يُخَفَّفَ عَنْهُ بَعْضُ عَذَابِ الْقَبْرِ مَا كَانَ فِيهِمَا نُدُوٌّ» [17]
- عَنْ عَبْدِ اللَّهِ، قَالَ قَالَتْ أُمُّ حَبِيبَةَ ابْنَةُ أَبِي سُفْيَانَ، اللَّهُمَّ أَمْتِعْنِي بِزَوْجِي رَسُولِ اللَّهِ محمد ﷺ، وَبِأَبِي أَبِي سُفْيَانَ، وَبِأَخِي مُعَاوِيَةَ، قَال: فَقَالَ لَهَا رَسُولُ اللَّهِ محمد ﷺ : إِنَّكِ سَأَلْتِ اللَّهَ لآجَالٍ مَضْرُوبَةٍ ، وَأَيَّامٍ مَعْدُودَةٍ ، وَأَرْزَاقٍ مَقْسُومَةٍ ، لَنْ يُعَجَّلَ شَيْءٌ قَبْلَ حِلِّهِ ، أَوْ يُؤَخَّرَ شَيْءٌ عَنْ حِلِّهِ ، وَلَوْ كُنْتِ سَأَلْتِ اللَّهَ أَنْ يُعِيذَكِ مِنْ عَذَابٍ فِي النَّارِ ، وَعَذَابٍ فِي الْقَبْرِ ، كَانَ أَخْيَرَ ، أَوْ أَفْضَلَ [18]
- عن جَابِرَ بْنَ عَبْدِ اللَّهِ قال: دَخَلَ النَّبِيُّ محمد ﷺ يَوْمًا نَخْلا لِبَنِي النَّجَّارِ، فَسَمِعَ أَصْوَاتَ رِجَالٍ مِنْ بَنِي النَّجَّارِ، مَاتُوا فِي الْجَاهِلِيَّةِ يُعَذَّبُونَ فِي قُبُورِهِمْ، فَخَرَجَ رَسُولُ اللَّهِ محمد ﷺ فَزِعًا، فَأَمَرَ أَصْحَابَهُ أَنْ تَعَوَّذُوا مِنْ عَذَابِ الْقَبْرِ [19]

### عذاب الميت بالنواح وبكاء أهله
- ...قَالَ فَبَكَى عَلَيْهِ الْقَوْمُ حِينَ سَمِعُوا ذَلِكَ فَقَالَ لا تَبْكُوا عَلَيْنَا مَنْ كَانَ بَاكِيًا فَلْيَخْرُجْ أَلَمْ تَسْمَعُوا مَا قَالَ رَسُولُ اللَّهِ محمد ﷺ قَالَ :«يُعَذَّبُ الْمَيِّتُ بِبُكَاءِ أَهْلِهِ عَلَيْهِ» فَمِنْ أَجْلِ ذَلِكَ كَانَ عَبْدُ اللَّهِ لا يُقِرُّ أَنْ يُبْكَى عِنْدَهُ عَلَى هَالِكٍ مِنْ وَلَدِهِ وَلا غَيْرِهِمْ.[20]
- عَنْ عَلِيِّ بْنِ رَبِيعَةَ الأسَدِيِّ ، قَالَ : مَاتَ رَجُلٌ مِنَ الأنْصَارِ ، يُقَالُ لَهُ : قَرَظَةُ بْنُ كَعْبٍ، فَنِيحَ عَلَيْهِ ، فَجَاءَ الْمُغِيرَةُ بْنُ شُعْبَةَ، فَصَعِدَ الْمِنْبَرَ فَحَمِدَ اللَّهَ وَأَثْنَى عَلَيْهِ، وَقَالَ : مَا بَالُ النَّوْحِ فِي الإسْلامِ، أَمَا إِنِّي سَمِعْتُ رَسُولَ اللَّهِ محمد ﷺ، يَقُولُ :«مَنْ نِيحَ عَلَيْهِ عُذِّبَ بِمَا نِيحَ عَلَيْهِ». قَالَ أَبو عِيسَى: حَدِيثُ الْمُغِيرَةِ حَدِيثٌ حَسَنٌ صَحِيحٌ.[12]

### كيفية قبض الأرواح
عَنْ مِنْهَالِ بْنِ عَمْرٍو ، عَنْ زَاذَانَ ، عَنِ الْبَرَاءِ بْنِ عَازِبٍ قَالَ : خَرَجْنَا مَعَ النَّبِيِّ محمد ﷺ فِي جِنَازَةِ رَجُلٍ مِنَ الانْصَارِ فَانْتَهَيْنَا إِلَى الْقَبْرِ ، وَلَمَّا يُلْحَدْ ، فَجَلَسَ رَسُولُ اللَّهِ محمد ﷺ وَجَلَسْنَا حَوْلَهُ ، وَكَأَنَّ عَلَى رُءُوسِنَا الطَّيْرَ ، وَفِي يَدِهِ عُودٌ يَنْكُتُ فِي الارْضِ ، فَرَفَعَ رَأْسَهُ ، فَقَالَ : «اسْتَعِيذُوا بِاللَّهِ مِنْ عذاب القبر»، مَرَّتَيْنِ أَوْ ثَلاثًا ، ثُمَّ قَالَ : انَّ الْعَبْدَ الْمُؤْمِنَ ، إِذَا كَانَ فِي انْقِطَاعٍ مِنَ الدُّنْيَا ، وَإِقْبَالٍ مِنَ الاخِرَةِ ، نَزَلَ إِلَيْهِ ملائكة مِنَ السَّمَاءِ ، بِيضُ الْوُجُوهِ كَأَنَّ وُجُوهَهُمُ الشَّمْسُ ، مَعَهُمْ كَفَنٌ مِنْ أَكْفَانِ الْجَنَّةِ ، وَحَنُوطٌ مِنْ حَنُوطِ الْجَنَّةِ حَتَّى يَجْلِسُوا مِنْهُ مَدَّ الْبَصَرِ ، ثُمَّ يَجِيءُ مَلَكُ الْمَوْتِ عَلَيْهِ السَّلام حَتَّى يَجْلِسَ عِنْدَ رَأْسِهِ ، فَيَقُولُ : أَيَّتُهَا النَّفْسُ الطَّيِّبَةُ ، اخْرُجِي إِلَى مَغْفِرَةٍ مِنَ اللَّهِ وَرِضْوَانٍ ، قَالَ : فَتَخْرُجُ تَسِيلُ كَمَا تَسِيلُ الْقَطْرَةُ مِنْ فِي السِّقَاءِ فَيَأْخُذُهَا ، فَإِذَا أَخَذَهَا لَمْ يَدَعُوهَا فِي يَدِهِ طَرْفَةَ عَيْنٍ ، حَتَّى يَأْخُذُوهَا فَيَجْعَلُوهَا فِي ذَلِكَ الْكَفَنِ ، وَفِي ذَلِكَ الْحَنُوطِ ، وَيَخْرُجُ مِنْهَا كَأَطْيَبِ نَفْحَةِ مِسْكٍ ، وُجِدَتْ عَلَى وَجْهِ الارْضِ ، قَالَ فَيَصْعَدُونَ بِهَا ، فَلا يَمُرُّونَ - يَعْنِي بِهَا - عَلَى مَلا مِنَ ملائكة، إِلا قَالُوا : مَا هَذَا الرُّوحُ الطَّيِّبُ فَيَقُولُونَ : فُلانُ بْنُ فُلانٍ ، بِأَحْسَنِ أَسْمَائِهِ الَّتِي كَانُوا يُسَمُّونَهُ بِهَا فِي الدُّنْيَا حَتَّى يَنْتَهُوا بِهَا إِلَى السَّمَاءِ الدُّنْيَا ، فَيَسْتَفْتِحُونَ لَهُ ، فَيُفْتَحُ لَهُمْ ، فَيُشَيِّعُهُ مِنْ كُلِّ سَمَاءٍ مُقَرَّبُوهَا إِلَى السَّمَاءِ الَّتِي تَلِيهَا ، حَتَّى يُنْتَهَى بِهِ إِلَى السَّمَاءِ السَّابِعَةِ ، فَيَقُولُ اللَّهُ عَزَّ وَجَلَّ : اكْتُبُوا كِتَابَ عَبْدِي فِي عِلِّيِّينَ وَأَعِيدُوهُ إِلَى الارْضِ ، فَإِنِّي مِنْهَا خَلَقْتُهُمْ وَفِيهَا أُعِيدُهُمْ وَمِنْهَا أُخْرِجُهُمْ تَارَةً أُخْرَى قَالَ فَتُعَادُ رُوحُهُ فِي جَسَدِهِ ، فَيَأْتِيهِ مَلَكَانِ فَيُجْلِسَانِهِ ، فَيَقُولانِ لَهُ : مَنْ رَبُّكَ ، فَيَقُولُ : رَبِّيَ اللَّهُ ، فَيَقُولانِ لَهُ : مَا دِينُكَ ، فَيَقُولُ : دِينِيَ الاسْلامُ فَيَقُولانِ لَهُ : مَا هَذَا الرَّجُلُ الَّذِي بُعِثَ فِيكُمْ ، فَيَقُولُ : هُوَ رَسُولُ اللَّهِ محمد ﷺ ، فَيَقُولانِ لَهُ : وَمَا عِلْمُكَ ، فَيَقُولُ ، قَرَأْتُ كِتَابَ اللَّهِ فَآمَنْتُ بِهِ وَصَدَّقْتُ ، فَيُنَادِي مُنَادٍ فِي السَّمَاءِ ، أَنْ صَدَقَ عَبْدِي فَأَفْرِشُوهُ مِنَ الْجَنَّةِ ، وَأَلْبِسُوهُ مِنَ الْجَنَّةِ ، وَافْتَحُوا لَهُ بَابًا إِلَى الْجَنَّةِ ، قَالَ : فَيَأْتِيهِ مِنْ رَوْحِهَا ، وَطِيبِهَا ، وَيُفْسَحُ لَهُ فِي قَبْرِهِ مَدَّ بَصَرِهِ ، قَالَ : وَيَأْتِيهِ رَجُلٌ حَسَنُ الْوَجْهِ ، حَسَنُ الثِّيَابِ ، طَيِّبُ الرِّيحِ ، فَيَقُولُ : أَبْشِرْ بِالَّذِي يَسُرُّكَ ، هَذَا يَوْمُكَ الَّذِي كُنْتَ تُوعَدُ ، فَيَقُولُ لَهُ : مَنْ أَنْتَ فَوَجْهُكَ الْوَجْهُ يَجِيءُ بِالْخَيْرِ ، فَيَقُولُ : أَنَا عَمَلُكَ الصَّالِحُ ، فَيَقُولُ : رَبِّ أَقِمِ السَّاعَةَ ، حَتَّى أَرْجِعَ إِلَى أَهْلِي وَمَالِي. قَالَ : وَإِنَّ الْعَبْدَ الْكَافِرَ ، إِذَا كَانَ فِي انْقِطَاعٍ مِنَ الدُّنْيَا ، وَإِقْبَالٍ مِنَ الاخِرَةِ ، نَزَلَ إِلَيْهِ مِنَ السَّمَاءِ مَلائِكَةٌ سُودُ الْوُجُوهِ ، مَعَهُمُ الْمُسُوحُ ، فَيَجْلِسُونَ مِنْهُ مَدَّ الْبَصَرِ ، ثُمَّ يَجِيءُ مَلَكُ الْمَوْتِ ، حَتَّى يَجْلِسَ عِنْدَ رَأْسِهِ ، فَيَقُولُ : أَيَّتُهَا النَّفْسُ الْخَبِيثَةُ اخْرُجِي إِلَى سَخَطٍ مِنَ اللَّهِ وَغَضَبٍ ، قَالَ : فَتُفَرَّقُ فِي جَسَدِهِ ، فَيَنْتَزِعُهَا كَمَا يُنْتَزَعُ السَّفُّودُ مِنَ الصُّوفِ الْمَبْلُولِ ، فَيَأْخُذُهَا ، فَإِذَا أَخَذَهَا لَمْ يَدَعُوهَا فِي يَدِهِ طَرْفَةَ عَيْنٍ ، حَتَّى يَجْعَلُوهَا فِي تِلْكَ الْمُسُوحِ ، وَيَخْرُجُ مِنْهَا كَأَنْتَنِ رِيحِ جِيفَةٍ ، وُجِدَتْ عَلَى وَجْهِ الارْضِ ، فَيَصْعَدُونَ بِهَا ، فَلا يَمُرُّونَ بِهَا عَلَى مَلا مِنَ الْمَلائِكَةِ ، إِلا قَالُوا مَا هَذَا الرُّوحُ الْخَبِيثُ ، فَيَقُولُونَ : فُلانُ بْنُ فُلانٍ ، بِأَقْبَحِ أَسْمَائِهِ ، الَّتِي كَانَ يُسَمَّى بِهَا فِي الدُّنْيَا ، حَتَّى يُنْتَهَى بِهِ إِلَى السَّمَاءِ الدُّنْيَا ، فَيُسْتَفْتَحُ لَهُ ، فَلا يُفْتَحُ لَهُ... فَيَقُولُ اللَّهُ عَزَّ وَجَلَّ : اكْتُبُوا كِتَابَهُ فِي سِجِّينٍ فِي الارْضِ السُّفْلَى فَتُطْرَحُ رُوحُهُ طَرْحًا.. فَتُعَادُ رُوحُهُ فِي جَسَدِهِ ، وَيَأْتِيهِ مَلَكَانِ ، فَيُجْلِسَانِهِ ، فَيَقُولانِ لَهُ : مَنْ رَبُّكَ فَيَقُولُ : هَاهْ هَاهْ لا أَدْرِي ، فَيَقُولانِ لَهُ : مَا دِينُكَ ، فَيَقُولُ هَاهْ هَاهْ لا أَدْرِي فَيَقُولانِ لَهُ : مَا هَذَا الرَّجُلُ الَّذِي بُعِثَ فِيكُمْ ، فَيَقُولُ : هَاهْ هَاهْ لا أَدْرِي فَيُنَادِي مُنَادٍ مِنَ السَّمَاءِ ، أَنْ كَذَبَ ، فَافْرِشُوا لَهُ مِنَ النَّارِ ، وَافْتَحُوا لَهُ بَابًا إِلَى النَّارِ ، فَيَأْتِيهِ مِنْ حَرِّهَا وَسَمُومِهَا ، وَيُضَيَّقُ عَلَيْهِ قَبْرُهُ ، حَتَّى تَخْتَلِفَ فِيهِ أَضْلاعُهُ ، وَيَأْتِيهِ رَجُلٌ قَبِيحُ الْوَجْهِ ، قَبِيحُ الثِّيَابِ ، مُنْتِنُ الرِّيحِ ، فَيَقُولُ : أَبْشِرْ بِالَّذِي يَسُوءكَ ، هَذَا يَوْمُكَ الَّذِي كُنْتَ تُوعَدُ ، فَيَقُولُ : مَنْ أَنْتَ فَوَجْهُكَ الْوَجْهُ يَجِيءُ بِالشَّرِّ ، فَيَقُولُ : أَنَا عَمَلُكَ الْخَبِيثُ ، فَيَقُولُ : رَبِّ لا تُقِمِ السَّاعَةَ. صحيح البخاري

### الإيمان بعذاب القبر
- قال شيخ الإسلام ابن تيمية:[23] وقد تواترت الأخبار عن رسول الله ﷺ في ثبوت عذاب القبر ونعيمه لمن كان لذلك أهلا، وسؤال الملكين فيجب اعتقاد ذلك والإيمان به، ولا نتكلم عن كيفيته، إذ ليس للعقل وقوف على كيفيته، لكونه لا عهد له به في هذه الدار، والشرع لا يأتي بما تحيله العقول، ولكن قد يأتي بما تحار فيه العقول.
- قال المناوي : عذاب القبر حق. قال الغزالي : من أنكره فهو مبتدع ، محجوب عن نور الإيمان ، ونور القرآن ، بل الصحيح عند ذوي الأبصار ، ما صحت به الأخبار ، أنه حفرة من حفر النار ، أو روضة من رياض الجنة.
- قال السيوطي : قال العلماء : عذاب القبر هو عذاب البرزخ ، أضيف إلى القبر ، لأنه الغالب ، وإلا فكل ميت إذا أراد الله تعالى تعذيبه ناله ما أراد به ، قبر أو لم يقبر ، ولو صلب ، أو غَرِقَ في البحر ، أو أكلته الدواب ، أو حرق حتى صار رماداً ، أو ذري في الريح ، ومحله الروح والبدن جميعاً باتفاق أهل السنة.
- قال قتادة : قال عذابا في الدنيا وعذابا في القبر.

### الأسبابُ المقتضيةُ لعذاب القبر
ذكر ابن القيم ، الأسبابَ المقتضيةَ لعذاب القبر ، فقال : وإنها قسمان : أسباب مجملة ، وأسباب مفصلة :
- أما المجمل : فإنهم يعذبون على جهلهم بالله ، وإضاعتهم لأمره ، وارتكابهم لمعاصيه ، فلا يعذب الله روحاً عرفته ، وأحبته وامتثلت أمره ، واجتنبت نهيه ، ولا بدناً كانت فيه أبداً ، فإن عذاب القبر ، وعذاب الآخرة أثر غضب الله وسخطه على عبده ، فمن أغضب الله وأسخطه في هذه الدار ، ثم لم يتب ومات على ذلك ، كان له من عذاب البرزخ ، بقدر غضب الله وسخطه عليه ، فمستقل ومستكثر ، ومصدق ومكذب.
- أما المفصَّل : فقد أخبر النبي عن الرجلين الذين رآهما يعذبان في قبورهما ، يمشي أحدهما بالنميمة بين الناس ، ويترك الآخر الاستبراء من البول ، فهذا ترك الطهارة الواجبة ، وذلك ارتكب السبب الموقع للعداوة بين الناس بلسانه ، وإن كان صادقاً ، وفي هذا تنبيه على أن الموقع بينهم العداوة بالكذب ، والزورِ والبهتانِ أعظمُ عذاباً ، كما أن في ترك الاستبراء من البول ، تنبيهاً على أن من ترك الصلاة التي الاستبراء من البول بعض واجباتها ، وشروطها فهو أشد عذاباً.

أ – البكاء على الميت. 

ب – عدم التنـزه من البول ، والنميمة. 

جـ – الكفر ومعصية الله. 

د – النَوْحُ على الميت. 
 هـ – الغيبة.

### الأسباب المنجية من عذاب القبر
- قراءة سورة الملك : عَنِ ابْنِ عَبَّاسٍ قَالَ : ضَرَبَ بَعْضُ أَصْحَابِ النَّبِيِّ محمد ﷺ خِبَاءَهُ عَلَى قَبْرٍ ، وَهُوَ لا يَحْسِبُ أَنَّهُ قَبْرٌ ، فَإِذَا فِيهِ إِنْسَانٌ يَقْرَأُ سُورَةَ تَبَارَكَ الَّذِي بِيَدِهِ الْمُلْكُ حَتَّى خَتَمَهَا ، فَأَتَى النَّبِيَّ محمد ﷺ ، فَقَالَ يَا رَسُولَ اللَّهِ : إِنِّي ضَرَبْتُ خِبَائِي عَلَى قَبْرٍ ، وَأَنَا لا أَحْسِبُ أَنَّهُ قَبْرٌ ، فَإِذَا فِيهِ إِنْسَانٌ يَقْرَأُ سُورَةَ تَبَارَكَ الَّذِي بِيَدِهِ الْمُلْكُ حَتَّى خَتَمَهَا ، فَقَالَ رَسُولُ اللَّهِ محمد ﷺ : هِيَ الْمَانِعَةُ، هِيَ الْمُنْجِيَةُ ، تُنْجِيهِ مِنْ عَذَابِ الْقَبْرِ [24] خرجه الترمذي
- الأعمال الصالحة : عَنِ النَّبِيِّ صَلَّى اللَّه عَلَيْهِ وَسَلَّمَ ، قَالَتْ : قَالَ : «إِذَا دَخَلَ الإنْسَانُ قَبْرَهُ ، فَإِنْ كَانَ مُؤْمِنًا أَحَفَّ بِهِ عَمَلُهُ ، الصَّلاةُ وَالصِّيَامُ»
- الموت بمرض البطن
- الموتُ يومَ الجمعة قَالَ رَسُولُ اللَّهِ محمد ﷺ : مَا مِنْ مُسْلِمٍ يَمُوتُ يَوْمَ الْجُمُعَةِ أَوْ لَيْلَةَ الْجُمُعَةِ إِلا وَقَاهُ اللَّهُ فِتْنَةَ الْقَبْرِ
- الموت مرابطاً في سبيل الله
- الشهادة في سبيل الله فقد أخبر النبي صَلَّى اللَّهُ عَلَيْهِ وَسَلَّمَ أن للشهيد خصالا عند الله تعالى، وذكر منها: وَيُجَارُ مِنْ عَذَابِ القَبْرِ، وَيَأْمَنُ مِنَ الفَزَعِ الأَكْبَرِ.
- الدعاء وقد كثر تعوذ النبي  من عذاب القبر

## عذاب القبر في اليهودية
لم يذكر عذاب القبر في العهد القديم،  المصدر الأول للتشريع في اليهودية،  ولا في المصدرين الآخرين؛ المِشنَا والتلمود. لكننا نجد فصلا كاملا في نصوص القبالا يتناول عذاب القبر تحت عنوان خبطات/ضربات القبر (بالعبرية:חיבוט הקבר) وبحسب الأوصاف الموجودة في المدراش يسأل ملك الموت الميت: ما اسمك؟ فإن كان الميت صالحًا تذكر اسمه وأجاب، فينصرف ملك الموت عنه. وإن كان طالحًا نسي اسمه،  عندئذ يقوم ملك الموت بضربه ضربات شديدة ويقطع أطرافه الأربعة،  ينصرف،  ثم يأتي مساعدوه بعد فترة وجيزة ويعيدوا للميت أطرافه المقطوعة لكي يجهَّز لجولة جديدة من العذاب والضرب بحسب أعمال الميت.
ورد في الإسلام حديث نبوي شريف عن عذاب القبر عند اليهود فقد روي في صحيح البخاري أنه قد خلت يهودية على عائشة  فقالت لها: (أعَاذَكِ اللَّهُ مِن عَذَابِ القَبْرِ، فَسَأَلَتْ عَائِشَةُ رَسولَ اللَّهِ ﷺ عن عَذَابِ القَبْرِ، فَقالَ: نَعَمْ، عَذَابُ القَبْرِ حق، قالَتْ عَائِشَةُ: فَما رَأَيْتُ رَسولَ اللَّهِ ﷺ بَعْدُ صَلَّى صَلَاةً إلَّا تَعَوَّذَ مِن عَذَابِ القَبْرِ).
أيضا حديث أبي أيوب قال: خرج النبي ﷺ وقد وجبت الشمس فسمع صوتاً فقال (يهود تعذب في قبورها).

## عذاب القبر في المسيحية
لا تعتقد الديانة المسيحية بعذاب القبر فالعذاب الفعلي الحقيقي يكون بعد القيامة والدينونة العامة (إنجيل يوحنا 5: 28,29)،  وأن روح انسان تنتقل مؤقتا إلى الجحيم إذا كان الميت من الأشرار أما إذا كان الميت من الأبرار فان روحه تنتقل للفردوس وينبغي هنا التمييز بين الجحيم وجهنم.
فالعذاب في الجحيم، إنما هو عذاب للروح فقط، بالخوف والقلق والاضطراب، إذ يتذكر الخاطئ كل خطاياه، التي لم يتب عنها إلى أن تقوم القيامة (سفر رؤيا يوحنا 14: 13)،  أما العذاب في جهنم فسوف يشمل الجسد والروح معًا (إنجيل متى 10: 28) في نار أبدية حيث الدود الذي لا يموت والنار التي لا تطفأ (إنجيل مرقس 9: 43).